# باشگاه فوتبال پی‌وی‌وی
باشگاه فوتبال پولیتی ووتبال ورندن (پی‌وی‌وی) که تا سال ۲۰۱۸ پولیتی ووتبال ورنیگین شناخته می‌شد، یک باشگاه فوتبال سورینامی از شهر پاراماریبو است.
از زمان راه اندازی فوتبال حرفه‌ای در ۲۲ فوریه ۲۰۲۴، پی‌وی‌وی در لیگ حرفه‌ای سورینام رقابت می‌کند.